# Miguel de Icaza
Miguel de Icaza, född 1972, är en mexikansk utvecklare av fri programvara, mest känd för att ha grundat projekten GNOME och Mono.